# Johann Christoph Bilhuber

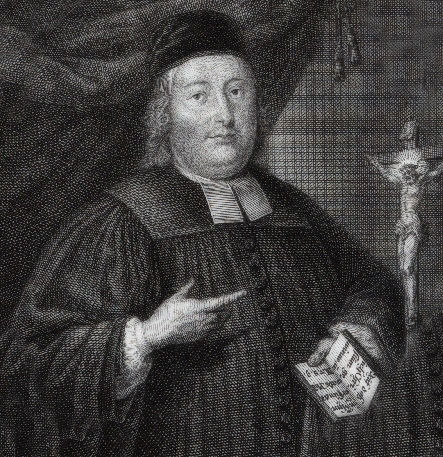
Johann Christoph Bilhuber

Johann Christoph Bilhuber (* 5. November 1702 in Urach; † 2. Januar 1762 ebenda) war ein deutscher evangelischer Pfarrer.

## Leben
Johann Christoph Bilhuber besuchte ab 1717 die Klosterschulen in Blaubeuren sowie Bebenhausen. Im Anschluss daran zog er 1722 in den Evangelischen Stift Tübingen. 1730 wurde er zum Diakon geweiht und 1734 zum Stadtpfarrer zu Winnenden gewählt. Von 1730 bis 1733 arbeitete er mit Johann Jacob Moser am „Evangelischen Lieder-Schatz oder Glossirtes grosses Würtembergisches Gesang-Buch“, das 1117 Lieder enthielt. Ob Bilhuber selbst der Sammlung Lieder beigesteuert hat, ist nicht bekannt. Als Dekan widmete er sich ab 1749 seiner Heimatstadt. Am 2. Januar 1762 starb er.

## Werke
- „Würtembergisches Gesangbuch von 1741“ (Herausgeber)
- Moses und die Propheten im Evangelium (1744)
- Das Evangelium von Jesu und Mose und den Propheten (1751)